# Tadej Čeh
Tadej Čeh, slovenski judoist, * 5. maj 1989, Maribor.
Čeh je začel trenirati b mladih letih v judo klubu Duplek. Ima črni pas (2.dan). 

## Dosežki
- Državno prvenstvo mlajših članov 2010 ( U 23 ) - 1. mesto
- Sarajevo 2010 - Evropski pokal ( ČL ) - 9. mesto
- Državno prvenstvo članov 2010 ( ČL ) - 3. mesto
- Državno prvenstvo mlajših članov 2009 ( U 23 ) - 3. mesto
- A članski turnir - EJU World Cup Budapest 2009 ( HUN ) 2009 - 7. mesto
- Državno prvenstvo članov 2009 ( ČL ) - 3. mesto
- SP U20 2008 - 9. mesto
- A mladinski turnir EJU - Berlin 2008 ( U 20 ) - 9. mesto
- A mladinski turnir EJU - Paks 2008 ( U 20 ) - 3. mesto
- A mladinski turnir EJU - Leibnitz 2008 ( U 20 ) - 2. mesto
- Državno prvenstvo mlajših članov 2008 ( U 23 ) - 1. mesto
- Sarajevo 2008 - B EJU turnir ( ČL ) - 9. mesto
- Državno prvenstvo za mladince 2008 ( U 20 ) - 1. mesto
- Državno prvenstvo članov 2008 ( ČL ) - 3. mesto
- A mladinski turnir EJU - Jičin 2007 ( U 20 ) - 9. mesto
- A mladinski turnir Paks 2007 ( U 20 ) - 3. mesto
- Državno prvenstvo mlajših članov 2007 ( U 23 ) - 1. mesto
- Državno prvenstvo za mladince 2007 ( U 20 ) - 1. mesto
- Državno prvenstvo članov 2007 ( ČL ) - 3. mesto
- Državno srednješolsko prvenstvo 2006 ( U 20 ) - 3. mesto
- Državno prvenstvo za mladince 2006 ( U 20 ) - 3. mesto
- Državno srednješolsko prvenstvo 2005 ( U 20 ) - 5. mesto
- Državno prvenstvo v izvajanju Kat 2005 ( ČL ) - 4. mesto
- Evropsko prvenstvo za kadete 2005 ( U 17 ) - 7. mesto
- Državno prvenstvo za kadete 2005 ( U 17 ) - 1. mesto
- Državno srednješolsko prvenstvo 2004 ( U 20 ) - 5. mesto
- Državno prvenstvo za kadete 2004 ( U 17 ) - 5. mesto
- Državno prvenstvo ŠŠD OŠ 2004 ( U 16 ) - 1. mesto
- Državno prvenstvo za starejše dečke 2003 ( U 15 ) - 1.mesto
- Državno prvenstvo za kadete 2003 ( U 17 ) - 3. mesto
- Državno prvenstvo ŠŠD OŠ 2003 ( U 16 ) - 5. mesto
- Državno prvenstvo za starejše dečke 2002 ( U 15 ) - 3.mesto